# Superstition (film, 1922)
Pour les articles homonymes, voir Superstition (homonymie).
Superstition est un film muet américain réalisé par Allan Dwan et sorti en 1922.

## Fiche technique
- Titre : Superstition
- Réalisation : Allan Dwan
- Production : Allan Dwan Productions
- Distribution : Lee-Bradford Corporation
- Date de sortie :
  - États-Unis : 22 novembre 1922

## Distribution
- Jack Devereaux
- Veta Searl
- Stafford Windsor